# 松本慎也
松本 慎也（まつもと しんや、1981年3月10日 - ）は愛媛県出身の日本の俳優。本名同じ。
血液型はAB型。所属劇団は人気男優劇団劇団Studio Life。2004年1月の劇団オーディションにて入団（ジュニア7）。舞台公演では、女性・少年役を含め、幅広い役柄を演じている。主役を演じることも多く、劇団の主要メンバーの一人である。

## プロフィール
- 身長：168cm
- 体重：48kg
- 血液型：AB型
- 趣味：映画・音楽鑑賞

## 人物・来歴・エピソード
- 長身の役者が多い劇団内では数少ない小柄な役者。
- メイドに始まりヒロインまで、若い女性や少年役を演じることが多い。
- 2009年秋には、2004年に入団した第7期（ジュニア7）のメンバー6人で結成した音楽ユニット『雪月花』で、ソニー・ミュージックからCDを発売。CD発売に先駆けて7月1日から「雪月花」という曲がネットで先行配信される。
- 一見クールに見えるが、人一倍真面目に、熱心に仕事に取組み、また熱血漢であることから、周囲の信頼も厚い。

## 出演歴

### 舞台

#### 劇団スタジオライフ出演作品
- 2024年3月 「ガラスの動物園」（公演情報） -Roseチーム: ローラ・ウィングフィールド 役[1]
- 2014年5月-6月 「トーマの心臓」(公演情報) -リースリングチーム, カビネットチーム: ユリスモール 役, -アウスレーゼチーム, シュペートレーゼチーム: シャール 役
- 2014年2月-3月 「少年十字軍」(公演情報) -Navisチーム: ガブリエル 役, -Fluctusチーム: サルガタナス 役
- 2013年7月「音楽劇『アルセーヌ・ルパン カリオストロ伯爵夫人』」[2] (公演情報) -Toiチーム: ラウール・ダンドレジー ［アルセーヌ・ルパン］役
- 2013年 「11人いる！」(公演情報) -Mercuriusチーム: タダトス・レーン 役, -Venusチーム: ハレムの女 & 子 役
- 2012年 「PHANTOM 語られざりし物語 The Kiss of Christine」(公演情報) -Espoirチーム: クリスティーヌ・ダーエ 役, -Avenirチーム: ルチアーナ 役
- 2012年 「天守物語」(公演情報) -Jadeチーム: 姫川図書之助エ 役
- 2012年 「OZ〜オズ〜」(公演情報) -Oチーム: ムトー・ヨー 役, -Zチーム: ヴィアンカ & 1030 役
- 2011年 「夏の夜の夢 & 十二夜」(公演情報) -Savarin & Bonbonチーム: ヒポリタ 役, -Chocolatチーム: ヴァイオラ/シザーリオ 役
- 2011年 「PHANTOM The untold story 〜語られざりし物語〜」(公演情報) -Sort & Destinチーム: ルチアーナ 役
- 2011年 「11人いる！」(公演情報) -Mizarチーム: タダトス・レーン 役
- 2010年 「じゃじゃ馬ならし」(公演情報) -Wishチーム: キャタリーナ 役, -Hopeチーム: リージーのフィアンセ 役
- 2010年 「トーマの心臓」(公演情報) -Grau & Blauチーム: エーリク 役
- 2009年 「十二夜」(公演情報) -βチーム: ヴァイオラ/シザーリオ 役
- 2009年 「LILIES」(公演情報) -FEUチーム: ヴェリエ・ド・ティリー伯爵 役, -SOURCEチーム: ユー男爵夫人/奴隷の少女 役
- 2008年 「マージナル」(公演情報) -ジュテレスチーム: キラ　他 役
- 2008年 「夏の夜の夢」(公演情報) -Lunaチーム: ヒポリタ 役, -Dianaチーム: ハーミア 役
- 2007年 「アドルフに告ぐ」(公演情報) -Mutチーム: アドルフ・カミル 役
- 2007年 「決闘」(公演情報) -Fleuretチーム: エリック 役
- 2007年 「Romeo & Juliet」(公演情報) -Sighoriチーム: ジュリエット 役
- 2007年 「Daisy Pulls It Off」(公演情報) -Raspberry & Blackberryチーム: デイジー・メレディス 役
- 2006年 「銀のキス」-Vitaチーム: ゾーイ 役
- 2006年 「夏の夜の夢」(公演情報) -Wow!チーム: ハーミア 役
- 2006年 「トーマの心臓」-Seele & Flugelチーム: エーリク 役
- 2006年 「ヴァンパイアレジェンド」「DRACULA」-VICEチーム: ヴェルト 役
- 2006年 「WHITE」(公演情報)
- 2005年 「OZ〜オズ〜」
- 2005年 「白夜行 第2部」
- 2005年 「白夜行 第1部」
- 2005年 「メッシュ」
- 2005年 「ホテル・ボルティモア」
- 2004年 「[[パサジェルカ]]　女旅客　〜秘した過去が手招く旅路〜」
- 2004年 「ドリアン・グレイの肖像」
- 2004年 「DRACULA」

#### 外部出演作品
- 2025年1月2日 - 26日 「おちか奮闘記」（三越劇場） - 竹本春子太夫 役[3]
- 2024年5月29日 - 6月2日 「淡海乃海-天下静謐の雫となりて-」（草月ホール）- 俺 役[4]
- 2019年11月7日 - 12日　魔術士オーフェン はぐれ旅 -牙の塔編- - 主演 オーフェン 役
- 2019年8月15日-18日　魔術士オーフェン はぐれ旅 - 主演 オーフェン 役
- 2014年10月9日-19日 「暗転セクロス」(舞台暗転セクロス-オフィシャルブログ)
- 2014年8月20日-24日 「Lenz〜桜の中に隠れた烏〜」
- 2013年12月4日-10日 「CLASSICAL NEO FANTAZY SHOW『THE SHINSENGUMI』Sword Dance」 作演出：荻田浩一（東京 銀河劇場/ 2013年12月21日、大阪 サンケイブリーゼ）- 伊東甲子太郎 役
- 2013年10月3日-27日 「大和三銃士」（新橋演舞場）（演出：きだつよし）
- 2013年5月-6月 「タクラマカン」（あうるすぽっと/ 6月、サンケイホールブリーゼ）- ハルキ 役
- 2012年 「裏切りは僕の名前を知っている-深紅にとけゆく想いの果てに-」(舞台『裏切りは僕の名前を知っている』-オフィシャルサイト) - 碓氷愁生 役
- 2012年 「LEMON LIVE vol.9『Woo!!man』」(LEMONLIVE WEB SITE)
- 2011年 「愛が殺せとささやいた」(https://aikoro.exblog.jp/) - 大船竜太 役
- 2010年 「ACT泉鏡花」（アトリエ・ダンカン）
- 2010年 「ミュージカル黒執事 －The Most Beautiful DEATH in The World- 千の魂と墜ちた死神」（ミュージカル黒執事公式HP) - アラン・ハンフリーズ 役
- 2009年 「困ったメン ~絶望のジングルベルMIX~」（公演情報）
- 2009年 「漂流教室 〜大人たちの放課後〜」（よしもとプリンスシアター）
- 2009年 「フルーツバスケット」（フジテレビジョン・Studio Life・銀河劇場プロデュース）- 草摩由希 役
- 2009年 「風が強く吹いている」（アトリエ・ダンカンプロデュース）
- 2008年 「カリフォルニア物語」（テレビ東京・Studio Life・銀河劇場プロデュース）

## テレビ
- 2008年 NHK「サラリーマンNEO」

## ドラマCD
- 2010年 「青い羊の夢」（ブルーレゾン公式HP）

## CM
- INFO-CX「八景島シーパラダイス　アイランドサマー'06“気分解消”」篇
- INFO-CX 中央酪農会議・牛乳甲子園「ごめんっ！」篇
- INFO-WEB 明治製菓「Fran」